# Flora Geißelbrecht
Flora Marlene Dorothea Geißelbrecht (* 1994) ist eine österreichische Komponistin, Bratschistin und Vokalkünstlerin.

## Wirken
Flora Geißelbrecht studierte Komposition, Kompositionspädagogik und Viola an der KUG in Graz und der MUK Wien. 2020 bis 2021 war sie Akademistin der Internationalen Ensemble Modern Akademie (IEMA) in Frankfurt am Main. Sie ist Preisträgerin des Wiener Filmmusikpreises, des Fideliowettbewerbs (Sparte Kreation) und der Oberösterreichischen Talentförderungsprämie.
Von 2015 bis 2023 war sie Teil der Wiener Indie-Folk-Gruppe Alpine Dweller. Seit 2020 tritt sie mit ihren Soloprogrammen für Bratsche und Stimme auf und wurde unter anderem mit dem Berlin Prize for Young Artists 2021 ausgezeichnet.
Von 2024 bis 2025 war sie am Volkstheater Wien in der Produktion Heit bin e ned munta wuan auf der Bühne zu sehen.
Geißelbrecht gewann 2014 den Kompositionspreis der INÖK und des Landes Niederösterreich zum Gedenkjahr der Friedensnobelpreisträgerin Bertha von Suttners. Mit ihrer daraus folgenden Auftragskomposition vertonte sie Passagen von Suttners Werk Die Waffen nieder!. Das Stück wurde 2025 als Wiener Erstaufführung im Konzert zum Weltfrauentag vom Beethoven Frühling Festival-Orchester unter der Leitung von Dorothy Khadem-Missagh im Wiener Musikverein aufgeführt.
Im März 2025 wurden drei zeitgenössische Kompositionen von Geißelbrecht im Rahmen des Johann Strauss 2025 Wien durch die Künstlerin sowie dem Chor Company of Music zur Uraufführung gebracht.

## Auszeichnungen
- 2025: Preis der Stadt Wien für Musik (Förderungspreis)[7]